# Jean-Marie Bon
Jean-Marie Bon est un acteur français né le 13 août 1923 à Avignon et mort le 22 septembre 1998 dans la même ville.

## Filmographie

### Cinéma
- 1952 : Les amours finissent à l'aube d'Henri Calef
- 1952 : Manon des sources de Marcel Pagnol - Cabridan
- 1953 : Crainquebille de Ralph Habib
- 1953 : Le Grand Pavois de Jack Pinoteau
- 1953 : Les Lettres de mon moulin de Marcel Pagnol - Le père Virgile
- 1953 : Mandat d'amener de Pierre Louis
- 1954 : Après vous, duchesse de Robert de Nesle
- 1954 : Dix-huit heures d'escale de René Jolivet
- 1954 : Obsession de Jean Delannoy - Le pensionnaire méridional
- 1954 : La Reine Margot de Jean Dréville
- 1955 : Si Paris nous était conté de Sacha Guitry - Un drille
- 1955 : Port du désir d'Edmond T. Gréville - Le garçon d'étage au téléphone
- 1956 : Les Promesses dangereuses de Jean Gourguet
- 1960 : Les Tortillards de Jean Bastia
- 1965 : Le Corniaud de Gérard Oury - Le garagiste de Rome
- 1966 : Le Roi de cœur de Philippe de Broca - Un aliéné
- 1969 : Aux frais de la princesse de Roland Quignon - Vasinini
- 1970 : Êtes-vous fiancée à un marin grec ou à un pilote de ligne ? de Jean Aurel
- 1970 : Peau d'âne de Jacques Demy - Le cocher
- 1973 : Les Chinois à Paris de Jean Yanne
- 1977 : L'Ange de Patrick Bokanowski - L'homme au bain
- 1977 : Marche pas sur mes lacets de Max Pécas
- 1978 : Le Cavaleur de Philippe de Broca - M. Le Plont
- 1978 : Tire pas sur mes collants de Michel Lemoine
- 1992 : Le Moulin de Daudet de Samy Pavel - Saint-Pierre

### Télévision
- 1958-1962 : La Belle Équipe d'Ange Casta (Série TV)
- 1962 : Le Temps des copains (série télévisée), ép. 105 de Robert Guez : un vendeur sur le marché d’Avignon
- 1967 : Salle n° 8 (série télévisée), ép. 49, 50 de Robert Guez et Jean Dewever : un infirmier
- 1969 : Fortune d'Henri Colpi
- 1973 : Les Cinq Dernières Minutes, épisode Un gros pépin dans le chasselas de Claude-Jean Bonnardot
- 1975 : Les Enquêtes du commissaire Maigret (série télévisée) épisode La Folle de Maigret de Claude Boissol
- 1975 : L'Ingénu de Jean-Pierre Marchand
- 1976 : Nick Verlaine ou Comment voler la Tour Eiffel, de Claude Boissol, épisode : Le monstre
- 1976 : Minichronique de René Goscinny et Jean-Marie Coldefy, épisode L'Angoisse
- 1977 : Recherche dans l'intérêt des familles de Philippe Arnal
- 1980 : Médecins de nuit de Peter Kassovitz, épisode : Un plat cuisiné (série télévisée)
- 1980 : Arsène Lupin joue et perd, série d’Alexandre Astruc

## Théâtre
- 1957 : Hibernatus de Jean Bernard-Luc, mise en scène Georges Vitaly, Théâtre de l'Athénée
- 1961 : Le Mariage de Figaro de Beaumarchais, mise en scène André Reybaz, Centre dramatique du Nord Tourcoing
- 1963 : Lumières de bohème de Ramón María del Valle-Inclán, mise en scène Georges Wilson, TNP Théâtre de Chaillot
- 1964 : Les Jouets de Georges Michel, mise en scène Arlette Reinerg, Théâtre Gramont
- 1965 : Ouah ! Ouah ! opérette de Michel André, mise en scène Roland Bailly, musique Étienne Lorin et Gaby Wagenheim, Théâtre de l'Alhambra
- 1969 : Tambours et Trompettes de Bertolt Brecht, mise en scène Jean-Pierre Vincent, Théâtre de la Ville
- 1971 : La Guerre de Troie n'aura pas lieu de Jean Giraudoux, mise en scène Jean Mercure, Théâtre de la Ville, Festival d'Avignon
- 1971 : Isabelle, trois caravelles et un charlatan de Dario Fo, mise en scène de l'auteur, Festival d'Avignon
- 1972 : Santé publique de Peter Nichols, mise en scène Jean Mercure, Théâtre de la Ville
- 1974 : Le Mal de terre de Liliane Atlan, mise en scène Roland Monod, Festival d'Avignon
- 1974 : L'Odyssée pour une tasse de thé de Jean-Michel Ribes, mise en scène de l'auteur, Théâtre de la Ville
- 1975 : La Mouette d'Anton Tchekhov, mise en scène Lucian Pintilie, Théâtre de la Ville
- 1975 : Zoo ou l'Assassin philanthrope de Vercors, mise en scène Jean Mercure,   Théâtre de la Ville